# NielsenIQ
NielsenIQ (Nielsen Consumer LLC) — технологическая компания США, предоставляющая данные о рынке розничной торговли и покупательском поведении в индустрии товаров повседневного спроса (FMCG).
В 2021 году стала самостоятельной компанией, отделившись от Nielsen после подписания сделки с инвестиционным фондом Advent International о продаже подразделения Global Connect. После этого поздразделение Global Connect стало называться NielsenIQ и сфокусировалось на измерении и аналитике FMCG-рынка.

## В России
Первый офис компании появился в России в 1994 году, а работа осуществлялась по двум основным направлениям: измерения продаж и потребительские опросы, которые позволили новым производителям осуществлять торговлю в стране. 
В 1990-е годы ритейл-аудит был открыт в 37 городах России.
К 2000 году измерения розницы начали осуществляться по всей России благодаря сотрудничеству с большинством крупнейших розничных сетей, таких как Х5 Retail Group, «Магнит», «Лента», «Дикси», Metro, от которых NielsenIQ получает для анализа обезличенные данные в цифровом виде до уровня SKU (конкретной товарной позиции), что позволяет оценить позиции любого продукта в линейке бренда вне зависимости от его вкуса, размера, объема, веса и других характеристик.
В 2017 году компания начала измерять продажи товаров повседневного спроса в онлайн-магазинах. По аналогии с ритейл-аудитом в канале офлайн-торговли, он позволяет проанализировать продажи до конкретной товарной позиции и оценить динамику продаж, долю рынка, цены и другие показатели бренда. Для минимизации переоценки объемов рынка в компании проводят дедупликацию продаж — иными словами исключают дублирование информации в тех случаях, когда товар был приобретен покупателем не напрямую, а через сторонние службы доставки.
В 2019 году компания приняла решение о полной локализации в РФ и создала отдельное юридическое лицо ООО «Нильсен Дэйта Фэктори», чтобы заняться разработкой продуктов и решений, которые отвечали бы реалиям и потребностям российского рынка.